# Keniabülbül
Der Keniabülbül (Phyllastrephus placidus, Syn.: Phyllastrephus cabanisi placidus; Phyllastrephus fischeri placidus; Phyllastrephus modestus placidus; Phyllastrephus sucosus placidus; Xenocichla placida) ist eine Vogelart aus der Familie der Bülbüls (Pycnonotidae).
Die Art wird teilweise als Unterart (Ssp.) des Cabanisbülbüls (Phyllastrephus cabanisi) angesehen, so das Handbuch "Birds of the World".
Der Vogel kommt in Ostafrika von Ostkenia über Tansania bis Nordostsambia, Malawi und Nordwestmosamik vor.
Der Lebensraum umfasst primären und sekundären Bergwald, dichtes Buschwerk entlang von Gewässern ab 600 – 2700 m Höhe.
Der Artzusatz kommt von lateinisch placidus ‚ruhig, friedlich‘.
Dieser Vogel ist wohl ein Standvogel.

## Merkmale
Die Art ist etwa 17 cm groß, ein großer, langschnäbeliger Bülbül, auf der Oberseite matt bräunlich-oliv, mit warm rotbraunem Schwanz, cremefarben an Kehle, von gräulich-olivfarbener Brust und Flanken abgesetzt, die Unterseite ist cremeweiß. Die Iris hat eine variable Färbung, kann blass sein, die Beine sind blaugrau.
Gegenüber dem Cabanisbülbül ist der Vogel brauner. Der Lebensraum überlappt sich mit dem der Unterart sucosus (P. c. sucosus), der aber deutlich heller gelb gefiedert ist, sowohl auf der Ober- als auch der Unterseite.
Die Art ist monotypisch.

## Stimme
Der Ruf wird als kratzendes Schnurren „chirry, chorry, chirry, chorry“ beschrieben, dazu gern ein Duett als Schnurren und antwortendem Pfeifen. Dieser Wechselgesang ist selten, aber dann charakteristisch. Der Alarmruf ist ein hohes „ziew-ziew-ziew“.

## Lebensweise
Die Nahrung besteht wohl hauptsächlich aus Insekten, die paarweise, in Familiengruppen, auch in gemischten Jagdgemeinschaften in geringerer Bewuchshöhe sowie am Erdboden gesucht werden. Die Art folgt auch den Wanderameisen der Gattung Dorylus. Der Vogel schlägt beim Rufen mit Schwanz und Flügeln.

## Gefährdungssituation
Die Gefährdungssituation ist bislang nicht untersucht.